# Mamma Mia
Para el musical del mismo nombre, véase Mamma Mia!
Para la película del mismo nombre, véase Mamma Mia! (película)
«Mamma Mia» (Madre Mía) es una canción y sencillo lanzado por el grupo sueco ABBA. Es de esta canción de la que se toma el nombre del famoso musical basado en las canciones del grupo.

## La canción
Es escrita por Björn, Benny y Stig, y es grabada el 12 de marzo de 1974, en el estudio Metronome. La canción habla acerca de una decepción amorosa que tiene una mujer, y le dice a su pareja que está indecisa sobre si va a dejarlo o no. Este tema viene incluido en el disco ABBA, como la pista número 1.
Originalmente, ABBA no planeaba lanzar la canción como sencillo. No obstante, un vídeo promocional para la canción ya había sido hecho en abril de 1975 y se había transmitido en Australia. El video comienza un interés en el grupo, y "Mamma Mia" permanece diez semanas en el número uno de las listas de popularidad australianas, animándolos así a publicar a nivel mundial el sencillo. 
De esta forma, el sencillo también alcanza el número 1 en Irlanda, Suiza y Alemania; alcanza el Top 5 en Nueva Zelanda, Noruega, Sudáfrica, Bélgica y Austria. El sencillo es lanzado en 1976 en Estados Unidos dónde su mejor posición es la número 32. En el Reino Unido, la canción dura 2 semanas en la cima de las listas a finales de enero de 1976, dándole a ABBA su primer número uno desde "Waterloo" en mayo de 1974.
La canción forma parte actualmente del musical Mamma Mia!, basado en las canciones de ABBA. Comúnmente era interpretada por el grupo en su tour de 1977.

## Intermezzo No. 1
Intermezzo No. 1 es el lado B del sencillo. Es grabada el 11 de diciembre de 1974, llamada primeramente con muchos nombres: "Bach-låten", "Honeysuckle Rose" y "Mama". Es grabada en el Glenstudio de Stocksund y retocada en el estudio Metronome en Estocolmo. Es una pieza instrumental, en la que se puede escuchar especialmente el teclado de Benny. Este tema viene incluido en el disco ABBA, como la pista número 9. Comúnmente era interpretada por el grupo en sus tours de 1974, de 1975, de 1977, de 1979 y de 1980.
En otros países el lado B es Tropical loveland, y en Japón otra vez People Need Love es lanzada como lado B del sencillo.

## El vídeo
El vídeo de "Mamma Mia" se realizó el 28 y 29 de abril de 1975, en los estudios de SVT en Estocolmo. El grupo aparece tocando y cantando la canción en un estudio blanco. Los 4 llevan puestos los trajes de su tour del 74 en Europa. Lo que más gustó del video fueron los primeros planos de los cuatro en los coros. Es dirigido por Lasse Hallström.
Actualmente, el vídeo está disponible en los DVD: The Definitive Collection (DVD), ABBA Gold (DVD) y ABBA Number Ones (DVD).

## En español
La versión en español de Mamma Mia es traducida por Buddy McCluskey y Mary McCluskey, y es grabada el 7 de enero de 1980. Está incluida como la pista n.º 8 del álbum Gracias por la música; la pista n.º 7 de ABBA oro y como Bonus Track en "ABBA". La versión en español es cantada de nuevo en 1999 por el grupo A*Teens, y actualmente se encuentra disponible en la versión hispanoamericana del álbum The ABBA Generation.

## Listas
| Lista                                     | Posición |
| ----------------------------------------- | -------- |
| Alemania Top 50 Sales Singles             | 1        |
| Australia Top 50 ARIA Singles Chart       | 1        |
| Bélgica Top 30 Humo Singles               | 1        |
| México Lista de Sencillos Internacionales | 1        |
| Irlanda Top 30 IRMA Singles Chart         | 1        |
| Israel Singles Chart                      | 1        |
| UK Singles                                | 1        |
| Suiza Top 100 Singles                     | 1        |
| Bélgica Top 30 BRT Singles                | 2        |
| Noruega Top 20 VG Singles                 | 2        |
| Nueva Zelanda Top 40 RIANZ Singles        | 2        |
| Austria Top 75 Singles                    | 3        |
| Portugal Top 20 Singles Chart             | 3        |
| Yugoslav Singles Charts                   | 4        |
| Corea del Sur Top 50 Singles              | 5        |
| Sudáfrica Top 20 Springbok Singles        | 5        |
| Hungría Singles                           | 7        |
| España Los 40 Principales                 | 9        |
| Canadá RPM Adult Contemporany Chart       | 11       |
| Holanda Top 30 National Hitparade Singles | 12       |
| E.U. Billboard Adult Contemporany         | 12       |
| Italia Top 20 FIMI Singles Chart          | 12       |
| Holanda Dutch Top 40 Singles              | 13       |
| Finlandia Top 40 YLE Singles              | 14       |
| Canadá RPM Weekly Singles                 | 18       |
| Zimbabue Top 20 Singles                   | 20       |
| Billboard Hot 100                         | 32       |
| E.U. Top 100 Cashbox Singles              | 36       |
| E.U. Top 100 Record World Singles         | 39       |
| Alemania Top 50 Airplay Singles           | 47       |
| Europe Official Top 100                   | 81       |

### Trayectoria en las listas
| Posición | 83 | 63 | 53 | 43 | 39 | 35 | 32 | 32 | 70 |

| Posición | 43 | 32 | 29 | 29 | 12 | 3 | 3 | 1 | 1 | 2 | 5 | 13 | 24 | 38 |

| Australia ARIA Chart Top 50 Singles | Australia ARIA Chart Top 50 Singles | Australia ARIA Chart Top 50 Singles | Australia ARIA Chart Top 50 Singles | Australia ARIA Chart Top 50 Singles | Australia ARIA Chart Top 50 Singles | Australia ARIA Chart Top 50 Singles | Australia ARIA Chart Top 50 Singles | Australia ARIA Chart Top 50 Singles | Australia ARIA Chart Top 50 Singles | Australia ARIA Chart Top 50 Singles | Australia ARIA Chart Top 50 Singles | Australia ARIA Chart Top 50 Singles | Australia ARIA Chart Top 50 Singles | Australia ARIA Chart Top 50 Singles | Australia ARIA Chart Top 50 Singles | Australia ARIA Chart Top 50 Singles | Australia ARIA Chart Top 50 Singles | Australia ARIA Chart Top 50 Singles | Australia ARIA Chart Top 50 Singles | Australia ARIA Chart Top 50 Singles | Australia ARIA Chart Top 50 Singles | Australia ARIA Chart Top 50 Singles | Australia ARIA Chart Top 50 Singles | Australia ARIA Chart Top 50 Singles | Australia ARIA Chart Top 50 Singles | Australia ARIA Chart Top 50 Singles | Australia ARIA Chart Top 50 Singles | Australia ARIA Chart Top 50 Singles | Australia ARIA Chart Top 50 Singles | Australia ARIA Chart Top 50 Singles | Australia ARIA Chart Top 50 Singles | Australia ARIA Chart Top 50 Singles |
| Semana                              | 01                                  | 02                                  | 03                                  | 04                                  | 05                                  | 06                                  | 07                                  | 08                                  | 09                                  | 10                                  | 11                                  | 12                                  | 13                                  | 14                                  | 15                                  | 16                                  | 17                                  | 18                                  | 19                                  | 20                                  | 21                                  | 22                                  | 23                                  | 24                                  | 25                                  | 26                                  | 27                                  | 28                                  | 29                                  | 30                                  | 31                                  | 32                                  |
| ----------------------------------- | ----------------------------------- | ----------------------------------- | ----------------------------------- | ----------------------------------- | ----------------------------------- | ----------------------------------- | ----------------------------------- | ----------------------------------- | ----------------------------------- | ----------------------------------- | ----------------------------------- | ----------------------------------- | ----------------------------------- | ----------------------------------- | ----------------------------------- | ----------------------------------- | ----------------------------------- | ----------------------------------- | ----------------------------------- | ----------------------------------- | ----------------------------------- | ----------------------------------- | ----------------------------------- | ----------------------------------- | ----------------------------------- | ----------------------------------- | ----------------------------------- | ----------------------------------- | ----------------------------------- | ----------------------------------- | ----------------------------------- | ----------------------------------- |
| Posición                            | 27                                  | 23                                  | 11                                  | 9                                   | 4                                   | 1                                   | 1                                   | 1                                   | 1                                   | 1                                   | 1                                   | 1                                   | 1                                   | 1                                   | 1                                   | 3                                   | 4                                   | 5                                   | 5                                   | 7                                   | 10                                  | 14                                  | 22                                  | 29                                  | 31                                  | 34                                  | 31                                  | 29                                  | 31                                  | 34                                  | 36                                  | 44                                  |

### Listas de Fin de Año
| País          | Posición | Año  |
| ------------- | -------- | ---- |
| Alemania      | 20       | 1976 |
| Australia     | 3        | 1975 |
| Australia     | 28       | 1976 |
| Bélgica       | 61       | 1976 |
| Canadá        | 147      | 1976 |
| Nueva Zelanda | 16       | 1976 |
| Reino Unido   | 21       | 1976 |

## Certificaciones
| País          | Certificación | Ventas    |
| ------------- | ------------- | --------- |
| Nueva Zelanda | Oro           | + 10 000  |
| Reino Unido   | Platino       | + 340 000 |